# Nowe Skalmierzyce
Nowe Skalmierzyce (in tedesco Skalmierschütz, dal 1940 al 1943 Neu Skalden, dal 1943 al 1945 Kalmen) è un comune urbano-rurale polacco del distretto di Ostrów Wielkopolski, nel voivodato della Grande Polonia.
Ricopre una superficie di 125,67 km² e nel 2004 contava 15 176 abitanti.